# Point Williams
Point Williams ist eine Landspitze an der Lars-Christensen-Küste des ostantarktischen Mac-Robertson-Lands. Sie liegt am Ostufer der Shallow Bay.
Teilnehmer der British Australian and New Zealand Antarctic Research Expedition (1929–1931) unter der Leitung des australischen Polarforschers Douglas Mawson entdeckten sie am 12. Februar 1931. Mawson benannte sie nach Petty Officer Arthur J. Williams, Funker auf dem Schiff Discovery bei dieser Forschungsreise.